# Benjamin Franklin Potts
Pour les articles homonymes, voir Potts.
Benjamin Franklin Potts (29 janvier 1836 – 17 juin 1887) est un brigadier général de l'armée de l'Union durant la guerre de Sécession puis gouverneur du territoire du Montana de 1870 à 1883.